# Sete maravilhas do mundo

Cronologia e mapa das Sete Maravilhas. As datas em verde e vermelho escuros são de sua construção e destruição, respectivamente.

As sete maravilhas do mundo antigo são uma famosa lista de majestosas obras artísticas e arquitetônicas erguidas durante a Antiguidade Clássica, cuja origem atribui-se a um pequeno poema do poeta grego Antípatro de Sídon. Das sete maravilhas, a única que resiste até hoje praticamente intacta é a Pirâmide de Quéops, construída há quase cinco mil anos. É interessante que na Grécia se encontravam a estátua de Zeus em Olímpia, construída em ouro e marfim com 12 metros de altura e o colosso de Rodes, na ilha homônima. A ideia que se tem dela vem das moedas de Elis (atual Élida) onde foi cunhada a figura da estátua de Zeus. Ao contrário do que muitos pensam, é apenas a Pirâmide de Quéops (e não todas as três grandes Pirâmides de Gizé) que faz parte da lista original das Sete Maravilhas do Mundo.

## História
A conquista grega de grande parte do mundo ocidental conhecido no século IV a.C. deu aos viajantes helenísticos acesso às civilizações dos egípcios, persas e babilônios. Impressionados e cativados pelos marcos e maravilhas das várias terras, esses viajantes começaram a listar o que viram para se lembrar deles.
Em vez de "maravilhas", os antigos gregos falavam de theamata (θεάματα), que significa "vistas", ou seja, "coisas a serem vistas" (Τὰ ἑπτὰ θεάματα τῆς οἰκουμένης [γῆς] Tà heptà theámata tēs oikoumenēs [gēs]). Mais tarde, a palavra para "maravilha" ("thaumata" θαύματα, "maravilhas") passou a ser usada. Assim, a lista foi concebida para ser a contrapartida de um guia de viagem do Mundo Antigo.
A primeira referência a uma lista de sete tais monumentos foi dada por Diodoro Sículo. O epigramista Antípatro de Sídon que viveu em torno ou antes de 100 a.C., criou uma lista de sete destes monumentos, incluindo seis dos da lista atual (substituindo os Muros da Babilônia pelo Farol de Alexandria):
Outro observador do século II a.C, que afirmou ser o matemático Filão de Bizâncio, escreveu um breve relato intitulado As Sete Vistas do Mundo. No entanto, um manuscrito incompleto sobrevivente apenas cobriu seis dos sete lugares, que concordaram com a lista de Antípatro.
Ao contrário do que muitos pensam, é apenas a Grande Pirâmide de Gizé (e não todas as três grandes Pirâmides de Gizé) que faz parte da lista original das Sete Maravilhas do Mundo e a única que ainda está de pé.

## Maravilhas do mundo antigo
| Nome                                                | Data da construção                       | Construtores                 | Data da destruição                                           | Causa da destruição                                                        | Localização moderna                                   | Imagem |
| --------------------------------------------------- | ---------------------------------------- | ---------------------------- | ------------------------------------------------------------ | -------------------------------------------------------------------------- | ----------------------------------------------------- | ------ |
| Grande Pirâmide de Gizé                             | 2584–2561 a.C.                           | Egípcios                     | Ainda existe, mas a maior parte do revestimento foi saqueada | Necrópole de Gizé, Egito 29° 58′ 45,03″ N, 31° 08′ 03,69″ L                |                                                       |        |
| Jardins Suspensos da Babilônia (existência incerta) | c. 600 a.C.                              | Babilônios ou assírios       | Após o século I a.C.                                         | Desconhecida                                                               | Hillah ou Nínive, Iraque 32° 32′ 08″ N, 44° 25′ 39″ L |        |
| Templo de Ártemis                                   | c. 550 a.C.; e de novo em 323 a.C.       | Gregos, lídios               | 356 a.C. (por Heróstrato) 262 (pelos godos)                  | Incendiado por Heróstrato, saqueado pelos godos                            | Perto de Selçuk, Turquia 37° 56′ 59″ N, 27° 21′ 50″ L |        |
| Estátua de Zeus em Olímpia                          | 466–456 a.C. (templo) 435 a.C. (estátua) | Gregos                       | séculos V–VI a.C.                                            | Desmontada e remontada em Constantinopla; depois destruída por um incêndio | Olímpia, Grécia 37° 38′ 16,3″ N, 21° 37′ 48″ L        |        |
| Mausoléu de Halicarnasso                            | 351 a.C.                                 | Gregos e persas              | séculos XII–XV                                               | Sismos                                                                     | Bodrum, Turquia 37° 02′ 16″ N, 27° 25′ 27″ L          |        |
| Colosso de Rodes                                    | 292–280 a.C.                             | Gregos                       | 226 a.C.                                                     | Sismo em 226 a.C.                                                          | Rodes, Grécia 36° 27′ 04″ N, 28° 13′ 40″ L            |        |
| Farol de Alexandria                                 | c. 280 a.C.                              | Gregos, egípcios ptolomaicos | 1303–1480                                                    | Sismo em 1303                                                              | Alexandria, Egito 31° 12′ 50″ N, 29° 53′ 08″ L        |        |

## Outras listas

### Mundo medieval
Existem diversas listas sobre as "(sete) maravilhas do mundo medieval". Mas é pouco provável que estas listas tenham surgido nessa época, porque a palavra "medieval" foi introduzida na época do iluminismo e o conceito da Idade Média tornou-se popular só a partir do século XVI. O dicionário Brewer's Dictionary of Phrase & Fable sugere tratá-las como listas desenvolvidas após a Idade Média.
Muitas das estruturas contidas nestas listas foram construídas antes da Idade Média, mas eram bem conhecidas. As listas levam nomes como "Maravilhas da Idade Média" (implicando nenhuma limitação específica para sete), "Sete Maravilhas da Idade Média", "Patrimônio Medieval" e outras denominações. Os representantes mais comuns das sete maravilhas da Idade Média são: Stonehenge; Coliseu de Roma; Catacumbas de Kom el Shoqafa; Torre de Porcelana de Nanquim; Muralha da China; Torre de Pisa e Basílica de Santa Sofia. Porém, existem listas adicionando ainda mais itens, como por exemplo a Abadia de Cluny e o Taj Mahal.

### Mundo moderno
As novas sete maravilhas do mundo foi uma revisão de caráter informal e recreativo da lista original das sete maravilhas, idealizada por uma organização suíça chamada New Open World Corporation (NOWC). A seleção foi feita mundialmente por votos pela internet gratuitos e ligações telefônicas. Os vencedores foram: Necrópole de Gizé (título honorário); Grande Muralha da China; Petra; Coliseu; Chichen Itza; Machu Picchu; Taj Mahal e Cristo Redentor.